# Funabashi
Funabashi (jap. 船橋市 Funabashi-shi) – miasto w Japonii, w prefekturze Chiba, w środkowej części głównej wyspy Honsiu (Honshū). Ma powierzchnię 85,62 km². W 2020 r. mieszkały w nim 642 972 osoby, w 289 027 gospodarstwach domowych  (w 2010 r. 609 081 osób, w 261 239 gospodarstwach domowych).

## Gospodarka
W mieście rozwinął się przemysł chemiczny, włókienniczy, maszynowy, drzewny oraz spożywczy.

## Położenie
Miasto portowe nad Zatoką Tokijską. Graniczy z miastami:
- Narashino
- Ichikawa
- Yachiyo
- Kamagaya
- Shiroi

## Miasta partnerskie
- Stany Zjednoczone: Hayward
- Dania: Odense